# Новоруська загальноосвітня школа
Новоруська загальноосвітня школа І-ІІ ступенів — україномовний середній навчальний заклад І-ІІ ступенів у селі Нова Русь, Павлоградського району Дніпропетровської області.

## Загальні дані
Новоруська загальноосвітня школа І-ІІ ступенів розташована за адресою: вул. Горького, 15-а, село Нова Русь (Павлоградський район) — 51461, Україна.
Директор закладу — Безкровна Раїса Олексіївна.
Мова викладання — українська.
Школа бере участь в регіональних та міжнародних освітніх програмах: Модернізація сільської освіти Дніпропетровщини.
Освітній заклад розрахований на 191 учня. В школі 6 навчальних кабінетів.
Участь в регіональних та міжнародних освітніх програмах: Модернізація сільської освіти Дніпропетровщіни.

## Джерело-посилання
- Школа на сайті Павлоградського району